# Laurie Rousseau-Nepton
Laurie Rousseau-Nepton est une astronome canadienne à l’Observatoire Canada-France-Hawaï, une chercheuse postdoctorale à l’Université d'Hawaï et la première femme autochtone canadienne à obtenir un doctorat en astrophysique,.

## Biographie
Laurie Rousseau-Nepton est une Innue de la communauté Mashteuiatsh dans la région du Saguenay–Lac-Saint-Jean au Québec,. Elle grandit à Québec et vécut deux ans dans la communauté de Wendake.
Laurie Rousseau-Nepton reçut son doctorat en 2017 de l’Université Laval sous la direction de Carmelle Robert. À l’aide du SpIOMM, un spectro-imageur conçu à l’Université Laval, elle s’intéressa aux régions HII des galaxies spirales,. Par la suite, elle obtint une bourse du FRQNT dans le cadre d’une recherche postdoctorale à l’Université d'Hawaï à Hilo. Depuis 2017, elle est chercheuse en résidence l’Observatoire Canada-France-Hawaï, responsable de SIGNALS, un programme de recherche de pouponnières d’étoiles,.

## Honneurs
- 2017. Bourse postdoctorale du FRQNT[9]
- 2010. Boursière pour les femmes autochtones en science de l’Association des femmes diplômées des universités du Québec (AFDU)[9]
- 2010. Boursière du Fonds Hubert Reeves[9]